# محمد السعيدي (لاعب كرة قدم)
محمد السعيدي (مواليد 14 أكتوبر 1994 في المغرب)، هو لاعب كرة قدم مغربي يلعب مع نادي الفتح الرياضي كمدافع.

## السيرة الذاتية
بدأ محمد السعيدي حياته المهنية في مع نادي المغرب التطواني. و في عام 2013، انضم إلى نادي الوداد البيضاوي. وقد شارك في بطولة أمم أفريقيا للمحليين 2014 مع المنتخب المغربي بعد دعوته من طرف المدرب حسن بنعبيشة. وقد ساعد الفريق على التأهل لقمة المجموعة باء بعد الفوز على كل من منتخبي بوركينا فاسو وزيمبابوي وهزيمة فريق أوغندا. ثم القضاء على فريق نيجيريا من خلال مباراة جمعتهما في الربع الأخير.

## الإصابة
كان يشكو اللاعب محمد السعيدي في أواخر سنة 2015 من إصابة على مستوى أربطة الركبة أجبرته على الابتعاد عن الساحة الرياضية لمدة طويلة وقد أجرى خلالها عملية جراحية ناجحة واستأنف تداريب خاصة مع المعد البدني ليعود بعدها إلى خوض الغمار مع فريقه بعد إذن مروضه.

## المسيرة الاحترافية

### أندية لعب لها
- 2012-2013:  نادي المغرب التطواني
- 2013-2015:  نادي الوداد الرياضي
- 2015-2018:  نادي شباب الريف الحسيمي[12]
- 2018-:  نادي الفتح الرياضي

### الميداليات
منتخب المغرب تحت 20 سنة لكرة القدم
- ألعاب البحر الأبيض المتوسط
  -  ذهبية سنة 2013
- الألعاب الفرانكوفونية
  -  فضية سنة 2013
- ألعاب التضامن الإسلامي
  -  ذهبية سنة 2013
- دورة تولون الدولية
  -  فضية سنة 2015

## وصلات خارجية
محمد السعيدي على موقع قاعدة بيانات كرة القدم.إي يو (الإنجليزية)